# 宴 (バラ)

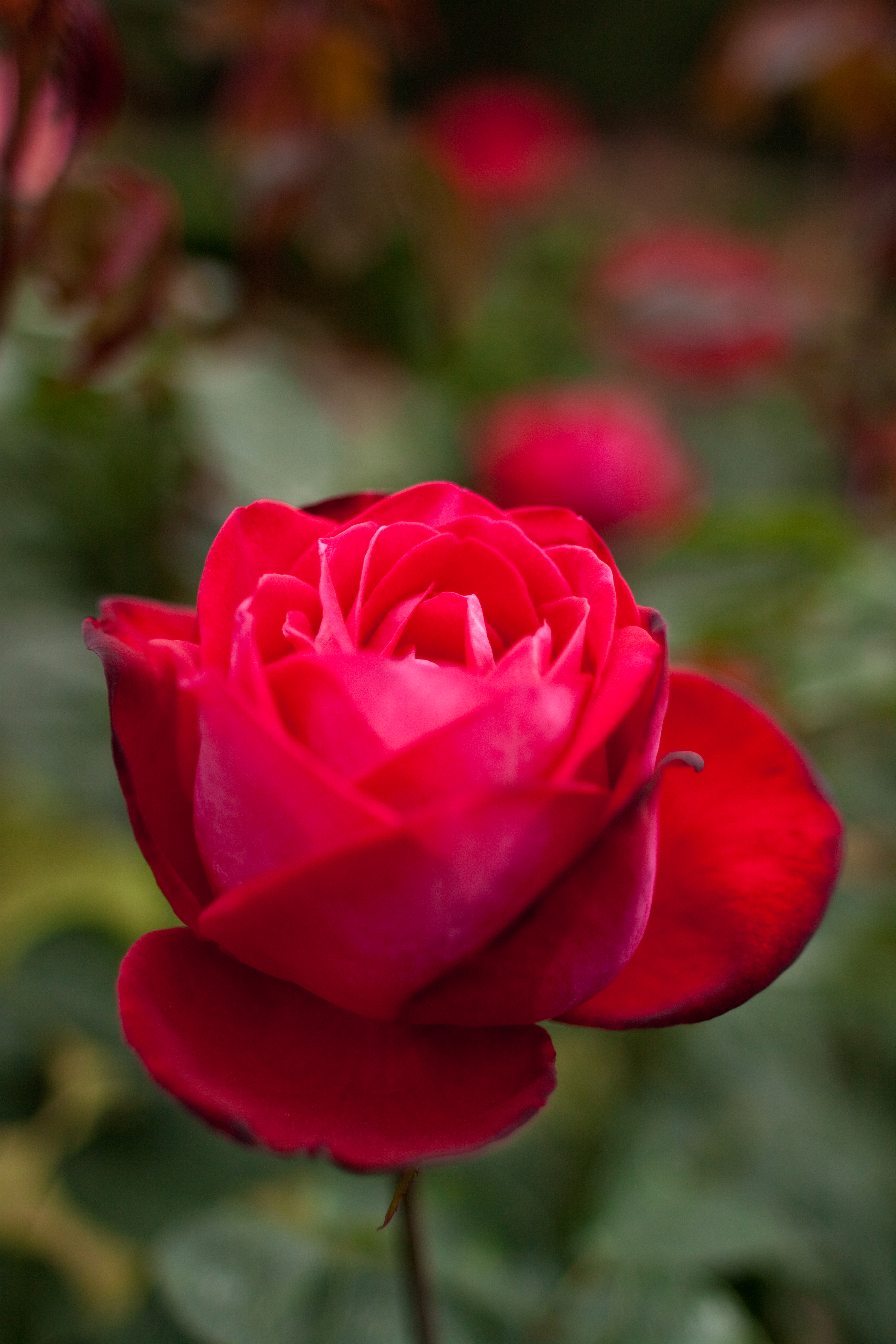
宴

宴 (うたげ) は、バラの園芸品種の1つ。1979年に日本で、鈴木省三によって作出された。
半直立性のハイブリッド・ティー系・四季咲きのバラ。母をシカゴ・ピース、父をかがやきにして交配された。場所をとらないスリムな樹形で、樹勢が強く2mにも達する。花は緋色で退色しない。また、満開時でも花色が退色することもない。花弁の裏側は少し淡い色合いになる。半剣弁高芯咲き、花径は10-14cmの大輪を付け、花弁の数はやや少なく25-28枚。香りはほとんどない。花付きはよい。耐寒性・耐暑性に優れる。病気に強く、育てやすい。枝に棘は少ない。

### 注
1. ↑  作出年を1977年とする本もある[5]。